# Wysoczka (obwód wołogodzki)
Wysoczka (ros. Высочка) – wieś w Rosji, w rejonie wołogodzkim obwodu wołogodzkiego. W 2010 r. liczyła 1 mieszkańca.